# Plaza de toros de Cenicientos
La plaza de toros de Cenicientos, también conocida oficialmente como Centro Multifuncional Jerónimo Pimentel, es un coso taurino situado en el municipio español de Cenicientos, en la Comunidad de Madrid. Como su nombre indica, en él se celebran corridas de toros y también otros espectáculos públicos. El edificio fue construido entre 2005 y 2006, fecha en la que fue inaugurada.

## Historia
La tauromaquia ha estado siempre ligada a Cenicientos en todas sus formas y expresiones. Ya desde la época de la peste que asoló el pueblo en 1599, hay registros en los libros parroquiales de correr los toros en la víspera del día de la Virgen del Roble, es decir, el 14 de agosto. En este día, los vecinos del pueblo preparaban un cocido en una gran caldera con la carne del toro del festejo, por tanto, era importante que cuanto más grande fuese ese animal más carne se podría degustar ese día. Muchos plantean que esta anécdota pueda ser el origen del trapío del toro que se lidia en la localidad. Las formas más modernas de festejos taurinos se han venido celebrado desde su creación en el siglo XVIII. Estos primeros festejos se celebraban en la plaza de toros de La Corredera, por ser esta la que para entonces era la plaza más grande y espaciosa del pueblo. Ya entrados en el siglo XX, se acabaría construyendo una plaza de madera en dicha ubicación.
En los años 70, se plantea la idea de celebrar los festejos en una plaza portátil, en la que se acabarían celebrando becerradas y novilladas con picadores. Debido a sus grandes dimensiones, ya que es aquí cuando empezarían a celebrarse las primeras corridas de toros, esta se acabaría trasladando a los terrenos del campo de fútbol. Es en esta época cuando el marcado carácter torista de los toros lidiados en el pueblo comienza a alcanzar fama nacional e internacional, mayormente en Francia. Esto provocaría que la localidad se acabara conociendo, en el mundo taurino, como el «Valle del Terror», término que vendría de la cultura torista existente en Cenicientos, siempre exigiendo toros íntegros en sus festejos. Parte de culpa en la expansión de la fama torista de Cenicientos la tiene el periodista Miguel Ángel Moncholi, que desde su primer contacto en el año 1991, consiguió elevar y difundir la figura taurina de la localidad.
Entrados los años 2000, la feria coge un gran impulso y se plantea la necesidad de construir una plaza de fábrica en los terrenos donde se instalaba la plaza portátil. Esto se convertiría en realidad el 14 de agosto de 2006, fecha en la que fue inaugurado el nuevo Centro Multifuncional Cenicientos, obra que acabó costando unos 605.000 euros. En la corrida inaugural se lidiaron toros de la ganadería de Carmen Borrero (ahora Chamaco) para los matadores: Luis Miguel Encabo, Uceda Leal y Eugenio de Mora.
El 11 de agosto de 2018, en un emotivo homenaje al torero local Jerónimo Pimentel, se rebautizó el coso, que llevaría desde entonces su nombre.

## Descripción
El exterior del edificio está dividido en dos secciones. La primera: la fachada principal de color albero, aledaña a la Ronda del Sur, donde se sitúan las taquillas y la Puerta Grande; ocupa los tendidos 1, 2 y 9. La segunda: deja a vista las estructuras de hormigón armado que conforman las gradas de la plaza.
Las gradas de los tendidos 1, 2, 3, 7, 8 y 9 están formadas por nueve filas, salvo los tendidos 4, 5 y 6, que llegan a tener hasta quince filas. El ruedo lo conforma una circunferencia de 40 m de diámetro.
El recinto, además, cuenta con un espacio donde se encuentra instalado el desolladero. Sin embargo, la plaza no dispone de un corral para las reses a lidiar, lo que obliga a desembarcar todas las mañanas a los animales de la tarde. Momento aprovechado por multitud de aficionados y curiosos que quieren presenciar el enchiqueramiento de las reses.

## Museo taurino
El 11 de agosto de 2018, durante el homenaje al torero y ganadero Jerónimo Pimentel, fue inaugurado el museo taurino de Cenicientos. Este se centraría, principalmente, en albergar entre su colección artículos relativos a la extensa historia taurina del pueblo, como puedan ser: documentos, carteles originales y utensilios taurinos en general...

## Toros célebres premiados
A continuación, se relacionan los nombres propios de aquellos toros importantes que han sido premiados con la vuelta al ruedo por su excepcional trapío y comportamiento en todas las fases de la lidia. Se incluyen a partir de la inauguración de la plaza actual en 2006:
| Nombre       | Datos                      | Ganadería         | Fecha                | Espada            |
| ------------ | -------------------------- | ----------------- | -------------------- | ----------------- |
| Catalán I    | Cárdeno, n.º 15            | José Escolar      | 18 de agosto de 2007 | El Fundi          |
| Campanillero | Cárdeno, n.º 16            | José Escolar      | 18 de agosto de 2007 | Sergio Martinez   |
| Campanito II | Cárdeno bragado, n.º 69    | José Escolar      | 18 de agosto de 2007 | Sergio Aguilar    |
| Diácono      | Negro                      | Corbacho Grande   | 16 de agosto de 2008 | José María Lázaro |
| Corralejo    | Negro bragado, n.º 23      | Cortijoliva       | 14 de agosto de 2009 | Torres Jerez      |
| Godello      | Colorado, n.º 18           | Palha             | 6 de abril de 2012   | Sánchez Vara      |
| Bienpeinado  | Cárdeno ensabanado, n.º 51 | Peñajara          | 14 de agosto de 2018 | Ángel Sánchez     |
| Olivares     | Armiñado, n.º 48           | Peñajara          | 15 de agosto de 2021 | Damián Castaño    |
| Almirante    | Negro mulato, n.º 12       | Celestino Cuadri  | 14 de agosto de 2022 | Alberto Lamelas   |
| Resabiado    | Bragado meano, n.º 8       | Adolfo Martín     | 15 de agosto de 2022 | Adrián de Torres  |
| Nervioso     | Negro bragado, n.º 30      | Partido de Resina | 15 de agosto de 2023 | Jairo Miguel      |
| Cafetero     | Cárdeno, n.º 65            | Saltillo          | 16 de agosto de 2024 | Cristóbal Reyes   |